# Ursula Popiolek
Ursula Popiolek (* 1943) ist eine deutsche Slawistin und Übersetzerin.

## Leben
Ursula Popiolek wuchs atheistisch auf. Sie studierte Slawistik und erlangte das Diplom. Vor 1989 war sie als freischaffende Übersetzerin für Fachtexte tätig. Im Herbst 1989 begann sie zunächst mit dem Aufbau einer privaten Sammlung von Büchern, die in Ostdeutschland indiziert waren. Das "Neue Forum" unterstützte sie dabei organisatorisch, innerhalb kurzer Zeit kamen Geldspenden in Höhe von 150.000 Mark zusammen.
Seit 1992 ist sie Vorsitzende des Trägervereins der Gedenkbibliothek zu Ehren der Opfer des Kommunismus, deren langjährige Leiterin sie zudem war.
Ursula Popiolek ist verheiratet und hat zwei Söhne.

## Der Fall Margot Pietzner
In den frühen 1990er Jahren war Ursula Popiolek in den Fall Margot Pietzner involviert. 1991 lernte der Schriftsteller und Bibliotheksmitarbeiter Siegmar Faust in der von Popiolek geleiteten Gedenkbibliothek zu Ehren der Opfer des Stalinismus die Rentnerin Margot Pietzner (1921–1998) kennen. Pietzner hatte – nach eigenen Angaben dienstverpflichtet – 1944/1945 als Aufseherin der SS in einem Arbeitslager ihres bisherigen Arbeitgebers, der Arado Flugzeugwerke in Wittenberg, sowie in Außenlagern der KZs Sachsenhausen und Ravensbrück, so in Belzig, Dienst getan. 1946 wurde sie von einem sowjetischen Militärtribunal zuerst zum Tode, dann zu 25 Jahren Haft verurteilt. 1956 wurde sie amnestiert. Faust beteiligte sich aktiv daran, dass Pietzner als politischer Häftling anerkannt wurde. Nach etlichen Manipulationen im Anerkennungsverfahren erhielt sie 1993 Haftentschädigungen von insgesamt 64.350 Mark.
Dies führte zum Skandal. So hatte die Stiftung für ehemalige politische Häftlinge, die mit dem Rehabilitierungsverfahren betraut war, die bekannte SS-Vergangenheit Pietzners nicht erforscht. Die nun eingeschaltete Gauck-Behörde und die Wittenberger Forscherin Renate Gruber-Lieblich fanden hingegen belastende Hinweise. So hatte Pietzner KZ-Häftlinge misshandelt. Ursula Popiolek und Siegmar Faust sollen von Pietzners Tätigkeit als KZ-Aufseherin gewusst, dies aber verschleiert haben. Der Fall Pietzner und die Umkehrung mutmaßlicher NS-Täter zu Opfern des Stalinismus durch Aktive der Gedenkbibliothek löste den Rückzug mehrerer DDR-Bürgerrechtler aus Gremien der Bibliothek aus. 1996 wurde Pietzner der Status als ehemaliger politischer Häftling aberkannt und die Entschädigungssumme von Staats wegen zurückgefordert, weil Verstöße gegen die Grundsätze der Menschlichkeit eine solche Zahlung ausschlössen. Pietzner akzeptierte dies. Pietzner hatte allerdings zuvor schnell den größten Teil des Geldes verschenkt, dabei erhielt die u. a. Familie Popiolek 20.000 Mark. In der Folge ereignete sich ein Brandanschlag auf einen Privatwagen der Familie Popiolek; die Täterschaft für den Anschlag blieb trotz eines anonymen Bekennerschreibens mit Bezug auf den Fall Pietzner ungeklärt.

## Politische Positionen
1995 unterzeichnete Popiolek den "Berliner Appell", in dem vor dem Wiedererstarken des Sozialismus gewarnt wird. 2005 unterzeichnete sie den vom rechtskonservativen Institut für Staatspolitik initiierten Appell 8. Mai 1945 – gegen das Vergessen", der zu einer Erweiterung des historischen Gedenkens (von der alleinigen Befreiung vom Nationalsozialismus hin zum zusätzlichen Gedenken an Territorialverlust, Vertreibung und Sowjetisierung Osteuropas) aufrief. 2004 äußerte sie in einem Interview für die Zeitung "Junge Freiheit" Kritik an der Politik der rot-grünen Bundesregierung. 2012 war Popiolek Mitunterzeichnerin eines in der Zeitung "Die Welt" veröffentlichten Wahlaufrufs für die Landtagswahl in Thüringen, in dem kritische Positionen zu fast allen größeren zur Wahl zugelassenen Parteien, namentlich der SPD, der CDU und der Linken, geäußert wurden. 2010 lud sie als Leiterin der Gedenkbibliothek den russischen Historiker Dmitrij Chmelnizki zu einem Referat ein, das alternative Sichtweisen auf die Schuldfrage im Zweiten Weltkrieg erörterte.

## Auszeichnungen
- Am 10. Januar 2012 wurde Popiolek mit dem Bundesverdienstkreuz (Verdienstkreuz am Bande des Verdienstordens der Bundesrepublik Deutschland) ausgezeichnet.[22][23]